# Konami Code

Konami Code

Konami Code, znany w Japonii jako Konami Command (jap. コナミ コマンド Konami Komando) – kod, który pojawił się w wielu grach komputerowych przedsiębiorstwa Konami. Wystąpił też w produkcjach innych studiów.
Konami Code został po raz pierwszy zaimplementowany w 1986 roku w grze Gradius, wydanej na konsolę Nintendo Entertainment System. Został on dodany przez twórcę gry, gdyż była ona na tyle wymagająca, że trudno było mu ją testować. Kod pojawił się też między innymi w grze Contra w wersji na konsolę NES. Twórcą kodu był Kazuhisa Hashimoto, programista portu gry Gradius na platformę NES/Famicom.